# Maträtt
Maträtt är en kombination av olika livsmedel anrättad för att smaka bra och för att få i sig näring. I regel serveras den i portionsstorlek och ingår i en måltid.
Hur man gör när man lagar rätterna finns ofta nedskrivet i form av recept och samlas i kokböcker. En person som professionellt tillagar maträtter på en restaurang kallas för kock, kokerska eller köksa.
Ordet maträtt finns noterat i svensk skrift sedan 1640.